# Josip Markov
Josip Markov (16. stoljeće.), hrvatski graditelj i klesar.
Josip Markov pripadnik je glasovite korčulanske graditeljske i klesarske obitelji Andrijić ( Andrija Marković, Marko Andrijić, Petar Andrijić, Nikola Blažev). 
Djelovao je tijekom 16. stoljeća. Za Dubrovačku Republiku podiže brojne javne objekte- gradsku žitnicu, obnavlja Knežev dvor, sudjeluje na gradnji Divone i utvrda na Pločama.